# Breitenfelder Pfarrkirche

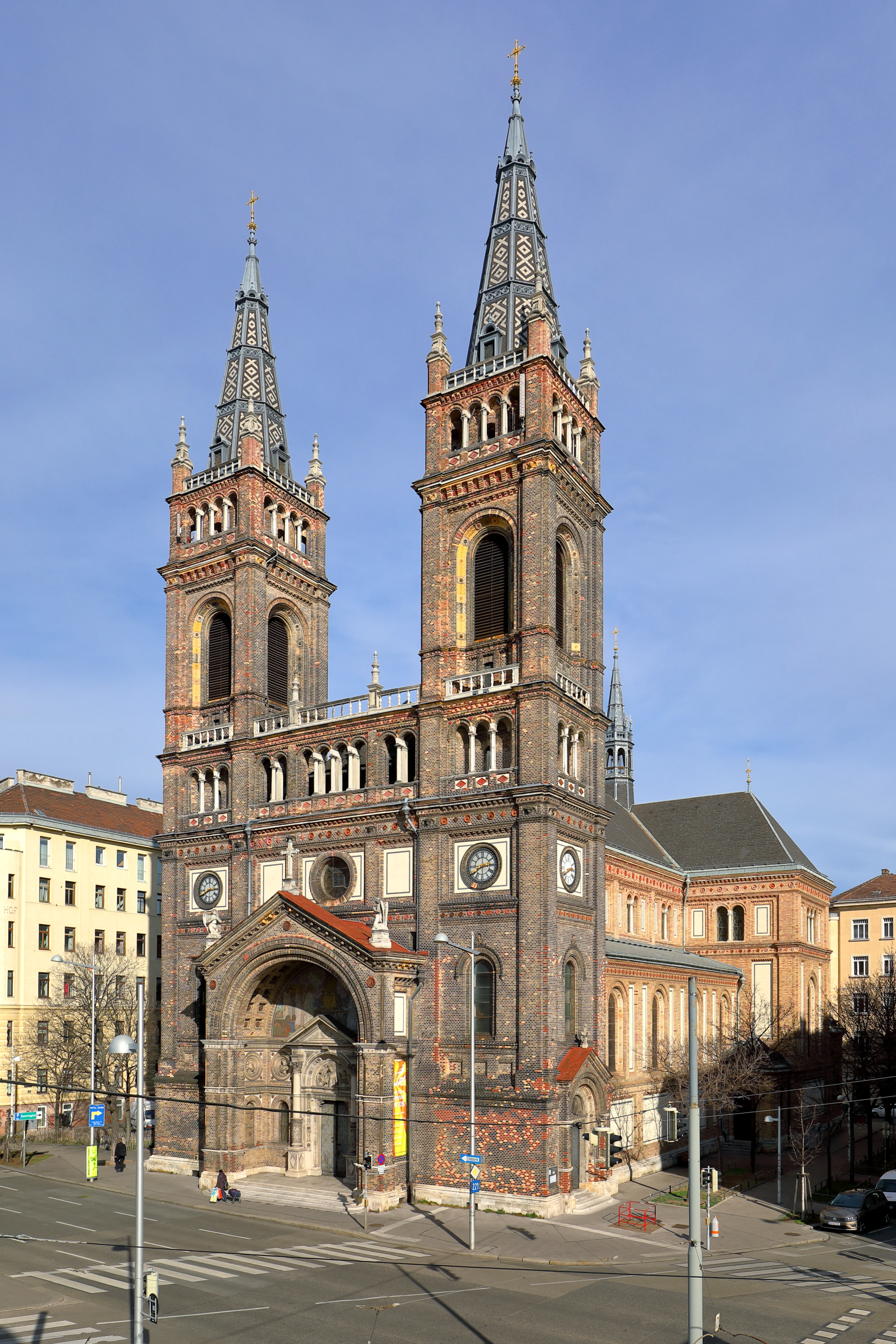
Kath. Pfarrkirche hl. Franziskus in Breitenfeld

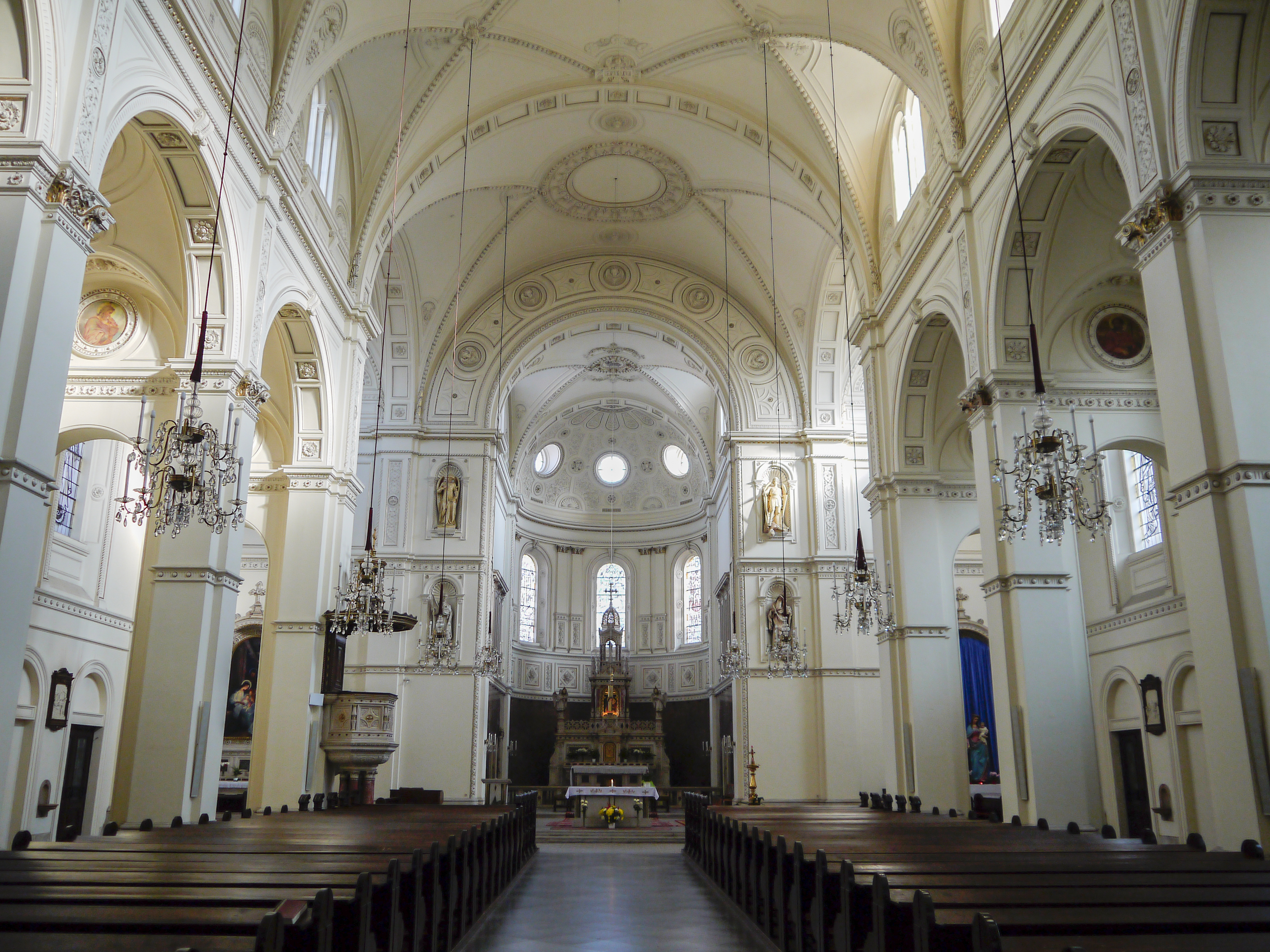
Innenansicht

Die Breitenfelder Pfarrkirche in Wien ist eine römisch-katholische Pfarrkirche auf dem Uhlplatz im Bezirksteil Breitenfeld des 8. Wiener Gemeindebezirks, der Josefstadt. Sie ist dem heiligen Franziskus Seraphicus geweiht.

## Geschichte
Zu Ehren des 1835 verstorbenen Kaisers Franz I. sollte im damals der Grundherrschaft des Schottenstifts unterstehenden Ort Breitenfeld, einer Vorstadt des noch von Stadtmauern umgebenen Wien, eine Gedächtniskirche errichtet werden. Der Grundrichter von Breitenfeld, Karl Georg Gaber, setzte sich intensiv dafür ein, weil er annahm, mit dieser Begründung eher zu einer Kirche für seinen kleinen und unbedeutenden Ort zu gelangen. Kaiserinwitwe Karolina Augusta leistete dazu noch 1835 eine große Geldspende. Der auf Gabers Initiative 1839 gegründete Kirchenbauverein sammelte in der ganzen Monarchie Spenden. Das Erzbischöfliche Ordinariat und das Schottenstift sahen keinen Bedarf für eine Kirche in Breitenfeld und unterstützten das Vorhaben daher lange Zeit nicht. 
Als 1886 endlich der Architektenwettbewerb für die Kirche ausgeschrieben werden konnte, waren die Kaiserinwitwe und Initiator Gaber längst verstorben; Breitenfeld war inzwischen zum dicht verbauten Teil des Bezirks Josefstadt geworden. 1887 genehmigte Kaiser Franz Joseph I. das Siegerprojekt von Alexander Wielemans. Die Grundsteinlegung auf dem 1885 gewählten Bauplatz am projektierten Hernalser Gürtel fand 1894 im Beisein des Kaisers und des Wiener Erzbischofs Kardinal Anton Josef Gruscha statt. Die Kirche wurde am 18. Juni 1898 in Anwesenheit des Kaisers feierlich geweiht. 
Zwei Wochen vorher war die während des Kirchenbaus errichtete Gürtellinie der Wiener Stadtbahn, die hier in Hochlage verläuft, in unmittelbarer Nachbarschaft zur Kirche eröffnet worden. Vom Viadukt des seit 1989 als U-Bahn-Linie U6 betriebenen Verkehrsmittels hat man bis heute direkten Blick auf das Hauptportal der Kirche. Dieses öffnet sich nicht zum Stadtviertel Breitenfeld, sondern zur Verkehrsader Gürtel, was von den Breitenfeldern bei der Eröffnung kritisch vermerkt wurde. 
Die Kirche erlitt im Zweiten Weltkrieg 1945 schwere Bombenschäden und wurde 1947–1958 wieder hergestellt. Die letzte Generalrenovierung wurde 1989 begonnen und 1998 zur Hundertjahrfeier abgeschlossen.

## Architektur, Gestaltung
Wielemans errichtete die Kirche als Ziegelrohbau im Stile der lombardischen Frührenaissance aus Trientiner und Karstmarmor. Der Kirchenraum ist dreischiffig angelegt und bietet Raum für 2000 bis 2400 Personen. Bedeutende Künstler der Zeit wirkten an der Gestaltung mit, darunter Richard Kauffungen (1854–1942; Franz-von-Assisi-Relief über dem Portal), Alfred Roller (Christusmosaik), Hermann Klotz und Othmar Schimkowitz (Herz-Jesu-Statue). Altar und Kanzel, beide von Wielemans entworfen, sind aus Grisignana-Marmor. Der Hochaltar in Renaissanceform ist mit einer tempelförmigen Bekrönung besetzt. Das Hochaltarbild Maria vom guten Rat wurde am 7. Oktober 2014 aus dem Rahmen geschnitten und gestohlen.
Die Ölgemälde der beiden Seitenaltäre stammen von Rudolf Bacher (Geburt Christi) und Franz Xaver Zimmermann (Kreuzabnahme). Nach 1945 wurden Statuen der Heiligen Franz und Antonius aufgestellt, die Albin Moroder geschaffen hat. Die Statue Papst Gregor der Große stammt von der Hand des Hans Müller.

## Orgel

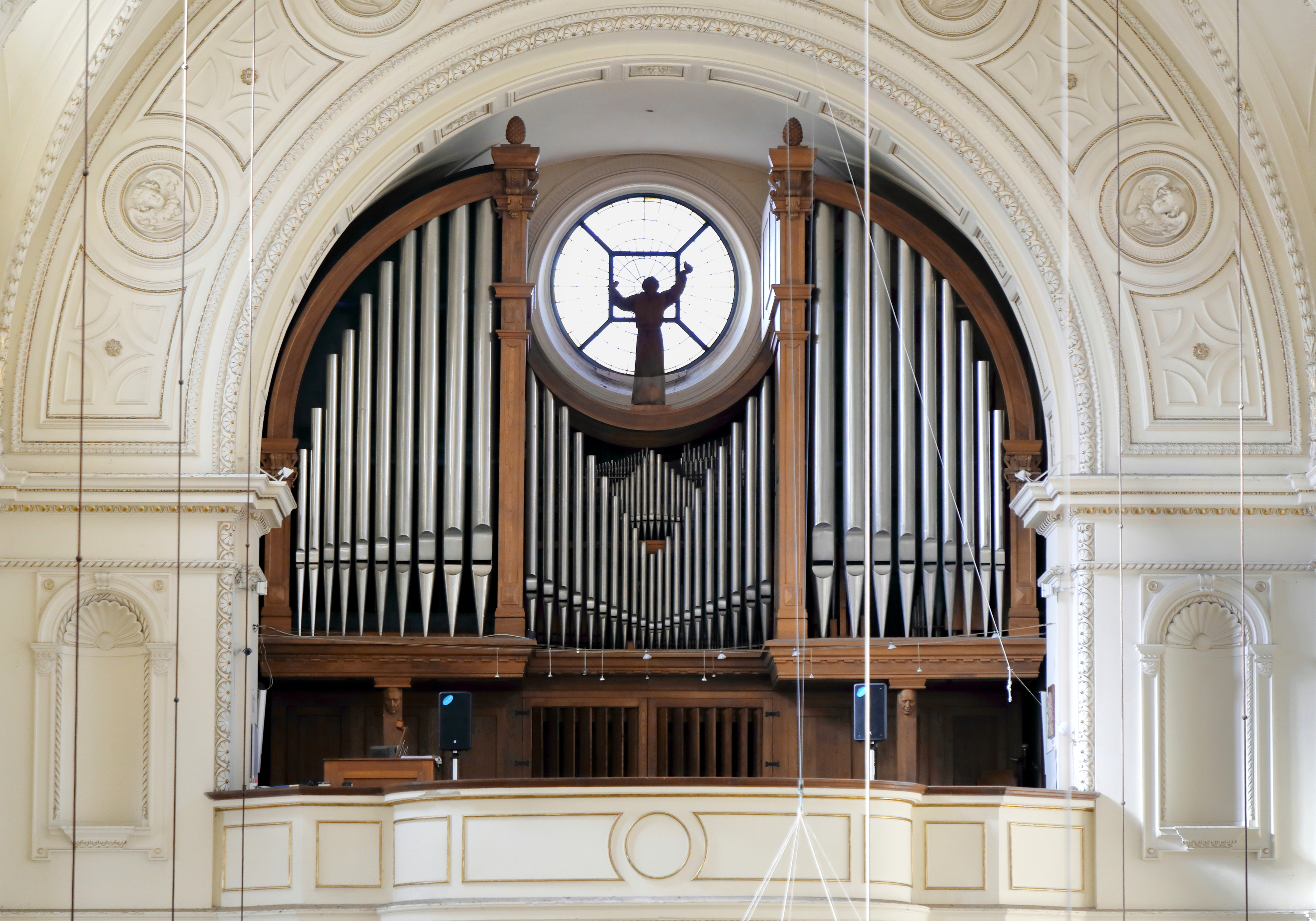
Orgel

Die Orgel ist die zweitgrößte spielbare Kirchenorgel Wiens (nach der Stephansdomorgel). Sie wurde ursprünglich 1931 von Rieger Orgelbau für den Innsbrucker Dom in dem historischen Gehäuse von Johann Caspar Humpel (1725) errichtet. Nachdem Innsbruck eine neue Orgel von der Orgelbauwerkstatt Pirchner bekommen hatte, wurde die alte Orgel nach Breitenfeld übertragen. Dabei hat ab 1999 der Orgelbauer Peter Maria Kraus (Lungauer Orgelbauwerkstatt) die Orgel nach neuem Konzept gänzlich überarbeitet und in einem neuen Gehäuse, für das rd. 12 m³ Eichenholz benötigt wurden, eingebaut. 2001 erfolgte die feierliche Einweihung der Orgel, die rd. 5000 Pfeifen und 56 Register auf drei Manualen und Pedal hat. Im Jahr 2010 erhielt die Pfarrkirche noch eine Chororgel mit 13 Registern, die vom vierten Manual des Hauptspieltisches auf der Orgelempore bespielt werden kann. Der eigene Spieltisch im Chorraum wurde anlässlich einer Sanierung der Elektrik 2022–2023 stillgelegt.